# Обі (пояс)

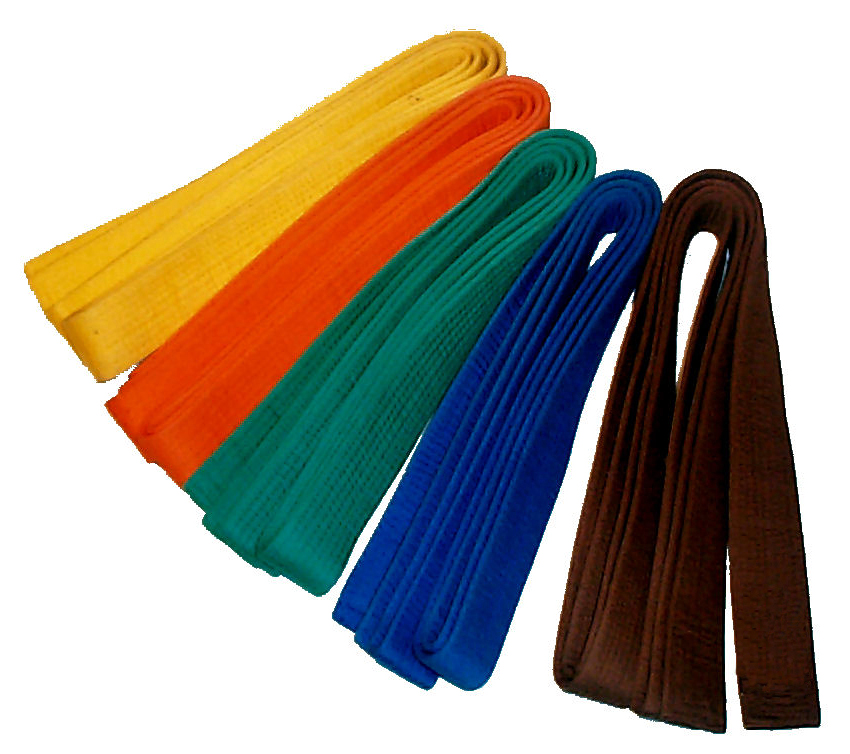
Обі для карате, дзюдо та інших єдиноборств

Обі (яп. 帯, おび) — японський пояс, яким підперізують традиційний одяг. Виготовляється з конопель, бавовни або шовку. Має різну текстуру, забарвлення і візерунки. З середини 17 століття чоловічі обі виготовляються менш яскравими і оздобленими ніж жіночі.
Обі категоризують за їхнім дизайном, формальністю, матеріалом та використанням. Обі можуть виготовлятися з багатьох видів тканин. Обі виткані із важкої парчі одягають для формальних випадків, із легкого шовку – для неформальних. Обі також виготовляють із інших матеріалів, ніж шовк, наприклад: бавовна, коноплі та поліестеру. В наші дні одягають наперед завʼязані обі, так звані tsuke або tsukiri-обі, які не відрізняються від звичайних під час носіння.
Обі використовують також у бойових мистецтвах.